# Merchandising

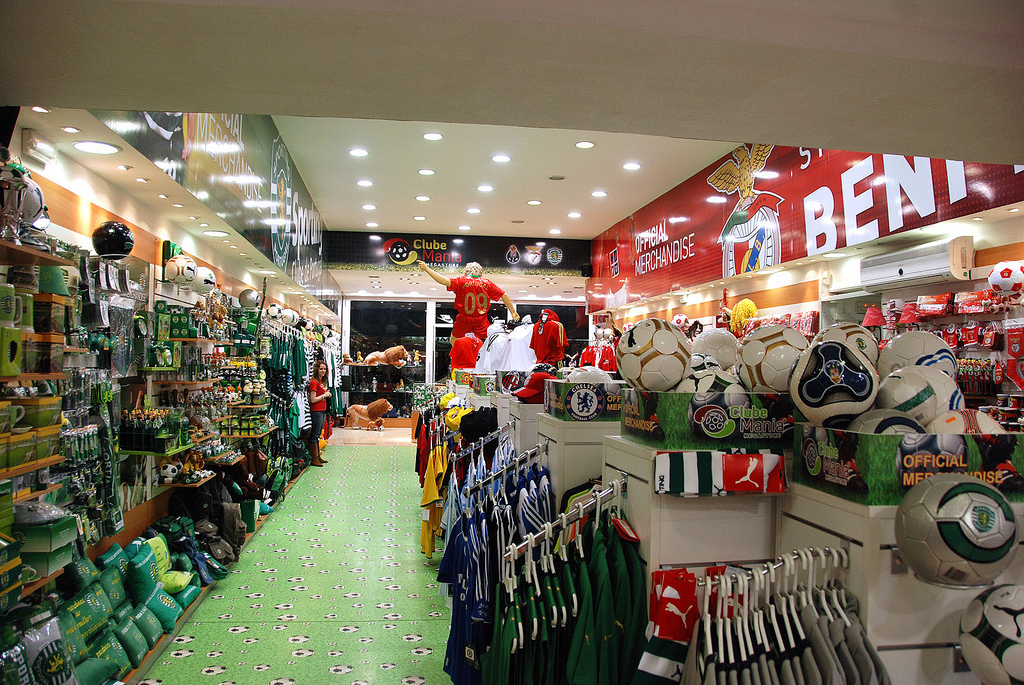
Merchandising Benfica e Sporting

Il termine merchandising (lett. ‘commercializzazione’) può avere due definizioni.
Nell'ambito del marketing, la prima definizione di merchandising è la pratica di utilizzare un marchio o l'immagine di un prodotto noto per venderne un altro e, dunque, per venderne due. In questo senso, il primo esempio noto è quello dell'uso dei "puttini" dipinti da Raffaello Sanzio nella Madonna Sistina, isolati dal resto dell'immagine e usati a scopo promozionale su una quantità innumerevole di prodotti commerciali fin dal 1803.
Nella seconda definizione, il merchandising raggruppa l'insieme di attività e di azioni aventi lo scopo di promuovere la vendita di una determinata linea di prodotti, o anche di un solo prodotto, una volta che lo stesso sia stato inserito nell'assortimento del punto vendita. Può essere riferita all'inserimento di una nuova referenza in un supermercato oppure su un portale di vendita in internet per dare impulso alla rotazione di una referenza già esistente ma con un basso indice di rotazione. Una tipica azione di merchandising, in tale significato, riguarda il controllo degli spazi e del posizionamento assegnati dal rivenditore ai prodotti di una marca rispetto ai concorrenti, ai prezzi praticati, ecc.

## Il punto vendita e il merchandising
Il merchandising può riguardare:
- marketing del punto vendita: azioni svolte per caratterizzare e rendere più attraente il punto vendita al consumatore (detto anche visual merchandising);
- marketing nel punto vendita: fattori che definiscono le caratteristiche fisiche del punto vendita.

Il merchandising ha un impatto sulle politiche di marketing distributivo:
- costi/offerta per ridurre i costi di gestione e le scorte;
- vendite/domanda con lo scopo di aumentare le rotazioni, valorizzare i prodotti ed orientare le scelte;
- profitti per ottimizzare il rendimento della superficie.

### Leve di merchandising
Si definiscono tali, in quanto, al mutare dell'una mutano anche le altre. Il mutamento delle leve di merchandising mix fa mutare l'organizzazione del punto vendita. Il mutamento anche solo di una delle leve di merchandising innescherà, perciò, un meccanismo a catena che provocherà, prima di tutto, cambiamenti sulla leva distributiva di marketing (place). Ciò provocherà, inevitabilmente, un mutamento anche delle altre leve di marketing: prezzo, prodotto e comunicazione commerciale. Proprio per questo motivo, la definizione delle leve di merchandising, risulta un'operazione assai delicata.

#### Caratteristiche del punto vendita
- Lay-out: può riferirsi alle attrezzature, studiando l'assetto complessivo del punto vendita nonché le modalità di circolazione dei consumatori in esso. Può però riferirsi, in una logica maggiormente restrittiva, ad un mero layout dispositivo degli articoli, allo scopo di presentare, nel negozio, le referenze in maniera accattivante: accostando, per esempio, merci dello stesso genere merceologico (o di generi merceologici complementari) al fine di incrementare lo stimolo all’acquisto (stimolo combinato). In quest’ultimo caso, si studiano, più che altro, le allocazioni delle merci (uguali ma di diversa marca ovvero complementari della stessa marca o di marche diverse) sugli scaffali del negozio. Questa accezione del layout sconfina spesso nel concetto di scaffaling. Se invece si fa riferimento al layout delle attrezzature (accezione più comune del layout) si possono individuare due diversi tipi di layout (delle attrezzature):
  - a griglia: dove gli scaffali sono posti in modo da guidare il consumatore. Gli scaffali sono posti ai lati e i consumatori camminano in mezzo, solitamente muniti di carrelli per gli acquisti self-service
  - a isola: dove si creano delle isole in modo che i consumatori abbiano piena libertà di movimento
- Displaying:  sistemazione ed indicazione-guida per l'individuazione di prodotti/referenze nelle diverse porzioni dello spazio di vendita con effetti sulla visibilità e sulla confrontabilità. Studia l'elaborazione di una cartellistica chiara (solitamente di dimensioni ridotte, come ad esempio l’indicazione dei prezzi sotto le referenze) e di una cartellonistica accattivante (solitamente di dimensioni maggiori, come ad esempio quella utilizzata per guidare il cliente nel punto vendita o per rendere evidenti prezzi speciali e promozioni). Tutto ciò ha il fine principale di stimolare l'attività d'acquisto da parte del cliente, anche per tramite di colori, caratteri maiuscoli o cubitali e/o rappresentazioni animate ed elettroniche. Stimola, in senso più generale, la creazione di un ambiente tipo che faccia sentire il consumatore immerso in un clima confortevole, anche attraverso la diffusione di delicata musica di sottofondo e/o fragranze olfattive che possano influenzare positivamente i clienti presenti nel punto vendita.
- Scaffaling: ottimizzazione del rendimento lineare dello scaffale (prodotti disposti in orizzontale o verticale) e valutazione dell'elasticità delle vendite dei singoli prodotti nello spazio, risulta molto legato alle attività di lay-out nel senso che tramite l'esecuzione di tale leva si possono favorire stimoli all'acquisto posizionando, negli scaffali, le merci in determinati punti che possano favorirne la visione e, dunque, stimolarne l'acquisto (prodotti civetta all'altezza degli occhi, prodotti amati dai bimbi in posizioni più basse e cioè all'altezza del bambino che osserva)